# Lee Kyung-keun
Lee Kyung-keun   (Daegu, 7 de novembre de 1962) és un judoka sud-coreà, ja retirat, guanyador d'una medalla olímpica.
El 1988 va prendre part en els Jocs Olímpics d'Estiu de Seül, on guanyà la medalla d'or en la competició del pes semi lleuger del programa de judo.
En el seu palmarès també destaca una medalla de plata en el Campionat del Món de judo} de 1985 i una d'or als Jocs Asiàtics de 1986.